# Colbert Clark
Colbert Clark (Galesburg, 31 d'agost de 1898 - Coronado, 4 de maig de 1960) va ser un guionista, director de cinema i productor de cinema estatunidenc. Es va especialitzar especialment en la realització de Westerns.
Com a productor de Columbia Pictures, Clark va ser el responsable de reprendre la producció de les pel·lícules de Durango Kid el 1945, essent The Return of the Durango Kid la primera de 64 pel·lícules sobre el personatge produïdes entre 1945 i 1952.

## Filmografia seleccionada
- The Wolf Dog (1933)
- The Three Musketeers (1933)
- The Marines Are Coming (1934)
- Waterfront Lady (1935)
- Behind the Green Lights (1935)
- The Wrong Road (1937)
- West Point Widow (1941)
- Atlantic Convoy (1942)
- The Boy from Stalingrad (1943)
- She Has What It Takes (1943)
- Terror Trail (1946)
- Gunning for Vengeance (1946)
- Galloping Thunder (1946)
- The Lone Hand Texan (1947)
- Song of Idaho (1948)
- Horsemen of the Sierras (1949)
- Laramie (1949)
- The Blazing Trail (1949)
- Trail of the Rustlers (1950)
- Lightning Guns  (1950)
- Bonanza Town (1951)
- The Kid from Amarillo (1951)
- Pecos River (1951)
- Ridin' the Outlaw Trail (1951)
- Laramie Mountains (1952)
- Smoky Canyon (1952)
- Junction City (1952)